# Вељко Вулетић
Вељко Вулетић је био српски математичар и редовни професор, све на предметима Катедре за математику.

## Биографија
Проф.др Вељко Вулетић рођен је 17. априла 1933. године у Сарајеву, гдје је завршио Основну школу и гимназију. Године 1957. завршио је математику са физиком, а 1959. године на Природословно-математичком факултету у Загребу примјењену математику.
Магистрирао је 1972. године на Природно-математичком факултету у Сарајеву, на тему „Теорема Шаундера, нека њена уопштења и примјене“. Докторирао је 1990. године на Природно-математичком факултету у Сарајеву, на тему „Нумеричко третиранје неких техничких проблема“.
Биран је редом у наставничка звања: асистент, предавач, виши предавач, ванредни професор и редовни професор, све на предметима Катедре за математику.
Научна област: Нумеричка математика.
Осим што је цијели свој радни вијек провео у настави, радио је десетак година и у Енергоинвесту, у радној организацији ИТЕН (Истраживачко-развојни центар за термотехнику и нуклеарну технику).
Више од 20 година био је шеф Катедре за математику на Електротехничком факултету у Сарајеву.
У настави је био ангажован како на редовном студију (Електротехнички факултет, Природно-математички, Машински и Економски факултет), тако и на постдипломском студију (Електротехнички, Природно-математички, Машински, Грађевински и Економски факултет).
Године 1975. одликован је медаљом за војне заслуге, за активност у организацији резервних официра.
Био је члан многих спортских, друштвених, стручних и научних удружења.
Био је декан Електротехничког факултета у Српском Сарајеву од 1994. до 2002. године.
Радови: Вулетић Вељко има око 70 референци (стручни и научни радови, реферати на симпозијумима и конгресима у земљи и иностранству, објављене скрипте и књиге, објављени радови), као што су:
- В. Вулетић: On the Accuracy ofof the Runge-Kutta Method (језик: енглески), Svetski kongres matematičara, Moskva 1966
- В. Савјаков, В. Вулетић: Поступак за минимизацију функције критерија при оптимизацији технолошких процеса Техника, бр. 5, 1971
- В. Вулетић: Tabulation of the Functions G(n+1) (језик: енглески), K(n), r(n) and vs(n), Mathematica Balkanica (језик: енглески), 4, Београд 1974
- В. Вулетић: On the Common Factors of Functions n! and !n V Балкански конгрес математичара, Београд 1974 (језик: енглески)
- Нумеричко одређивање стационираних стања измјењивача топлотне нуклеарне Електране при разним режимима рада  (носилац задатака у групи аутора).

Дана 29. децембра 2014. у 82 - гој години живота проф. др Вељко Вулетић је преминуо у Источном Сарајеву.